# Parafia Matki Bożej Częstochowskiej w Gogolewie
Parafia pw. Matki Bożej Częstochowskiej w Gogolewie – rzymskokatolicka parafia należąca do dekanatu Stargard Wschód, archidiecezji szczecińsko-kamieńskiej, metropolii szczecińsko-kamieńskiej, przy kościele pw. Matki Bożej Częstochowskiej. Erygowana 17 października 1945. Jej proboszczem jest ks. Arkadiusz Strejko.